# Кызыл-Ой (Ошская область)
Кызыл-Ой (кирг. Кызыл-Ой) — село в Алайском районе Ошской области Кыргызстана. Входит в состав Конур-Добонского айылного аймака.

## География
Село расположено в южной части области, на левом берегу реки Куршаб, на расстоянии приблизительно 6 километров (по прямой) к северо-западу от села Гульча, административного центра района. Абсолютная высота — 1486 метров над уровнем моря.

## Население
Согласно оценочным данным Национального статистического комитета Кыргызской Республики, численность населения села на начало 2023 года составляла 313 человек.
| год     | 2009 | 2014 | 2015 | 2020 | 2021 | 2023 |
| ------- | ---- | ---- | ---- | ---- | ---- | ---- |
| человек | 224  | 245  | 211  | 281  | 289  | 313  |